# Elysion
Elysion (gr: Ἠλύσιον πεδίον, lat: Elysium og da: De Saliges Øer) er i den græske mytologi en forestilling om livet efter døden, som kan siges at være en slags parallel til Himlen i kristendommen. Det er den direkte modsætning til Tartaros.
Ifølge Pindar herskede titanen Kronos i Elysion, som han også gjorde i den græske urtid. Homer angiver, at Kronos styrer Elysion i fællesskab med Rhadamantys.
Gudernes yndlinge blev ført til Elysion, hvor evigt liv ventede dem. I modsætning til Hades og Tartaros lå Elysion ikke i underverdenen, men var nogle øer langt ude mod vest, på den anden side af Okeanos, et sted i Atlanterhavet.
Ifølge Hesiod var det heroerne, der af selveste Zeus blev vist den ære at blive skænket det evige liv i Elysion.
Elysion er i sin latiniserede form Elysium gået ind i det danske sprog, hvor det benyttes i overført betydning for et idyllisk og lykkeligt land.